# Ъглополовяща
Ъглополовящата (наричана още бисектриса) в един триъгълник е лъч, който се спуска от някой от ъглите му, разделя го на две равни части и пресича лежащата срещу него страна. Ъглополовящата се бележи с латинската буква {\displaystyle l} (ел).
- В равнобедрения триъгълник ъглополовящата, спусната от ъгъла срещу основата, съвпада и с височината, медианата и симетралата, пуснати към нея.
- В равностранния триъгълник ъглополовящите, спуснати от всеки от ъглите, са равни и съвпадат с пуснатите височини, медиани и симетрали.
- В ромба и квадрата ъглополовящи са диагоналите.
- Трите ъглополовящи в произволен триъгълник се пресичат в една точка, която е и център на вписаната окръжност в триъгълника.
- Всяка точка от ъглополовящата е на равни разстояния от бедрата.
- В триъгълник със страни a, b и c и ъглополовяща lc е в сила формулата:

{\displaystyle l_{c}={\sqrt {ab-{\frac {abc^{2}}{(a+b)^{2}}}}}}

## Условие отсечка в триъгълник да е ъглополовяща (Теорема за ъглополовяща)
Ъглополовящата на вътрешен ъгъл на триъгълника дели противоположната страна в отношение, равно на отношението на двете прилежащи страни: {\displaystyle {\frac {BD}{CD}}={\frac {AB}{AC}}} или {\displaystyle {\frac {BD}{AB}}={\frac {CD}{AC}}}.
Важи и обратното правило: Ако D е точка от страната BC на триъгълника ABC и {\displaystyle BD/DC=AB/AC}, то AD е ъглополовяща на ъгъл CAB.